# Scopula depunctata
Scopula depunctata är en fjärilsart som beskrevs av Culot 1918. Scopula depunctata ingår i släktet Scopula och familjen mätare. Inga underarter finns listade.